# Молодіжний парк (Первомайськ)
Парк Молодіжний (колишня назва — Комсомольський) — парк-пам'ятка садово-паркового мистецтва місцевого значення в Україні. Розташований у межах Первомайського району Миколаївської області, у межах Первомайської міської ради.

## Опис
Площа — 4,9 га. Статус надано згідно з рішенням Миколаївської обласної ради № 448 від 23.10.1984 року.
Парк розташований у центрі Первомайська (місцевість Ольвіополь) на лівому березі річки Південний Буг.